# Борзих Олександр Іванович
Олекса́ндр Іва́нович Борзи́х (нар. 26 травня 1950) — український політик, президент корпорації «Укрвинпром», колишній народний депутат України.

## Біографія
Народився 26 травня 1950 (с. Зарощенське, Шахтарський район, Донецька область, УРСР); українець;

### Сім'я
Одружений, має двоє дітей.

### Освіта
- Кримський сільськогосподарський інститут, факультет плодоовочівництва і виноградарства (1971–1976), вчений агроном;
- Луганський інститут внутрішніх справ (1997–2002), юрист.

### Кар'єра
З 1976 — агроном відділу; 
З серпня 1976 — головний агроном; 
Лютий 1983 — червень 1994 — директор радгоспу «40 років Жовтня» (з 1993 — КСП «Україна») Слов'яносербського району, Луганська область.
Поверхневий відкатник шахтоуправління № 5, плитове шахтоуправління № 3, тресту «Шахтарськантрацит».
Служба в Радянській армії.
1976 — агроном відділення, головний агроном, директор радгоспу «40 років Жовтня» Слов'яносербського району.
Член КПРС, член райкому та обкому КПУ; депутат районної та сільської рад.

### Політична діяльність
Вересень 1999 — січень 2000 — позаштатний радник Президента України.
Заступник голови Аграрної партії України (травень 1999 — лютий 2005).

## Народний депутат України
18 березня 1990 року обраний народним депутатом України 1-го скликання, 2-й тур, Кам'янобрідський виборчий округ № 53, Луганська область, член Комісії у справах жінок, охорони сім'ї, материнства і дитинства. Група «Земля і воля».
- Луганська область
- Кам'янобрідський виборчий округ № 53
- Дата прийняття депутатських повноважень: 15 травня 1990 року.
- Дата припинення депутатських повноважень: 10 травня 1994 року.

Народний депутат України 2-го скликання з квітня 1994 (2-й тур) до квітня 1998, Кам'янобрідський виборчій округ № 238, Луганська область, висунутий виборцями. Член Комітету з питань охорони здоров'я, материнства і дитинства. Член групи «Конституційний центр».
Народний депутат України 3-го скликання з березня 1998 до квітня 2002, виборчій округ № 103, Луганська область. На час виборів: народний депутат України. Член фракції НДП (травень 1998 — квітень 2001), член групи «Регіони України» (квітень —  листопад 2001), член фракції «Регіони України» (з листопада 2001). Секретар Комітету з питань аграрної політики та земельних відносин (з липня 1998).
Народний депутат України 4-го скликання з квітня 2002 до квітня 2006 від блоку «За єдину Україну!», № 35 в списку. На час виборів: народний депутат України, член АПУ. Член фракції «Єдина Україна» (травень — червень 2002), член фракції «Аграрники України» (червень — жовтень 2002), член фракції АПУ (жовтень 2002 — червень 2004), член фракції НАПУ (червень 2004 — березень 2005), позафракційний (березень 2005), член фракції Блоку Юлії Тимошенко (з березня 2005). Член Комітету з питань аграрної політики та земельних відносин (з червня 2002).
Народний депутат України 5-го скликання з квітня 2006 до листопада 2007 від Блоку Юлії Тимошенко, № 97 в списку. На час виборів: народний депутат України, член ВО «Батьківщина». Член фракції «Блоку Юлії Тимошенко» (травень — липень 2006). Член Комітету з питань аграрної політики та земельних відносин (з липня 2006). 
Вересень 2007 — кандидат в народні депутати України від Партії регіонів, № 249 в списку. На час виборів: народний депутат України, безпартійний.

## Нагороди та звання
- Орден Трудового Червоного Прапора (1986);
- Медаль «За трудову доблесть» (1981).
- Орден «За заслуги» III ступеня (липень 2000), II ст. (вересень 2003).
- Заслужений працівник сільського господарства України (листопад 1997).

## Творча діяльність
Співавтор праць: «Роль валів-терас у формуванні водного режиму схилових земель» (1998), «Моніторинг ерозійних процесів за цезієм-137 на схилових землях» (1998), «Агротехнічні заходи підвищення продуктивності костриці червоної та східної при вирощуванні її на схилових землях» (2000).